# Faye Sultan
Faye Sultan Hussain (in arabo فاي صلطان حسين‎?; Al Kuwait, 20 ottobre 1994) è una nuotatrice kuwaitiana, che ha rappresentato il Kuwait ai Giochi olimpici di Rio de Janeiro 2016 sotto bandiera olimpica.